# Тумеля Михайло Броніславович
Михайло Броніславович Тумеля, біл. Міхаіл Браніслававіч Тумеля (18 лютого 1963, Мінськ) — відомий білоруський режисер, аніматор, художник і сценарист.

## Біографія
Вчився на факультеті архітектури Білоруського політехнічного інституту (1980–1985), на Вищих курсах сценаристів та режисерів у Москві(1987–1988), клас Е. Назарова і Ю. Нарштейна). У цех мультиплікаційного кіно к/с «Білорусьфільм» прийшов у 1978 році ще школярем, працював фарбувальником фаз у мультфільмі «Вам старт» (1979) та примальовником у м/ф «Ковбойські ігри» (1985). З 1985 — на студії мультиплікаційного кіно к/с «Білорусьфільм». У 1989–1999 — режисер мінської студії «АФ Центр», одночасно в 1998–2000 роках працював за контрактом на анімаційних студіях в Москві, Портланді (США) і Сеулі (Південна Корея), у 1992–1993 вів заняття по основах анімації на курсах при к/с «Троїцький міст» (Санкт-Петербург). Ведучий телепередачі «Мультиклуб» на білоруському телебаченні (1994–2005). Зняв ряд рекламних роликів і ТВ-заставок. Співпрацює зі студіями «Пілот», «Панорама». Член АСІФА. Знімався у документальних серіалах «Світ анімації чи анімація світу» (2001), «Фабрика чудес» (серія «Режисер-мультиплікатор», 2005), «Невагоме життя» (2006).

## Фільмографія

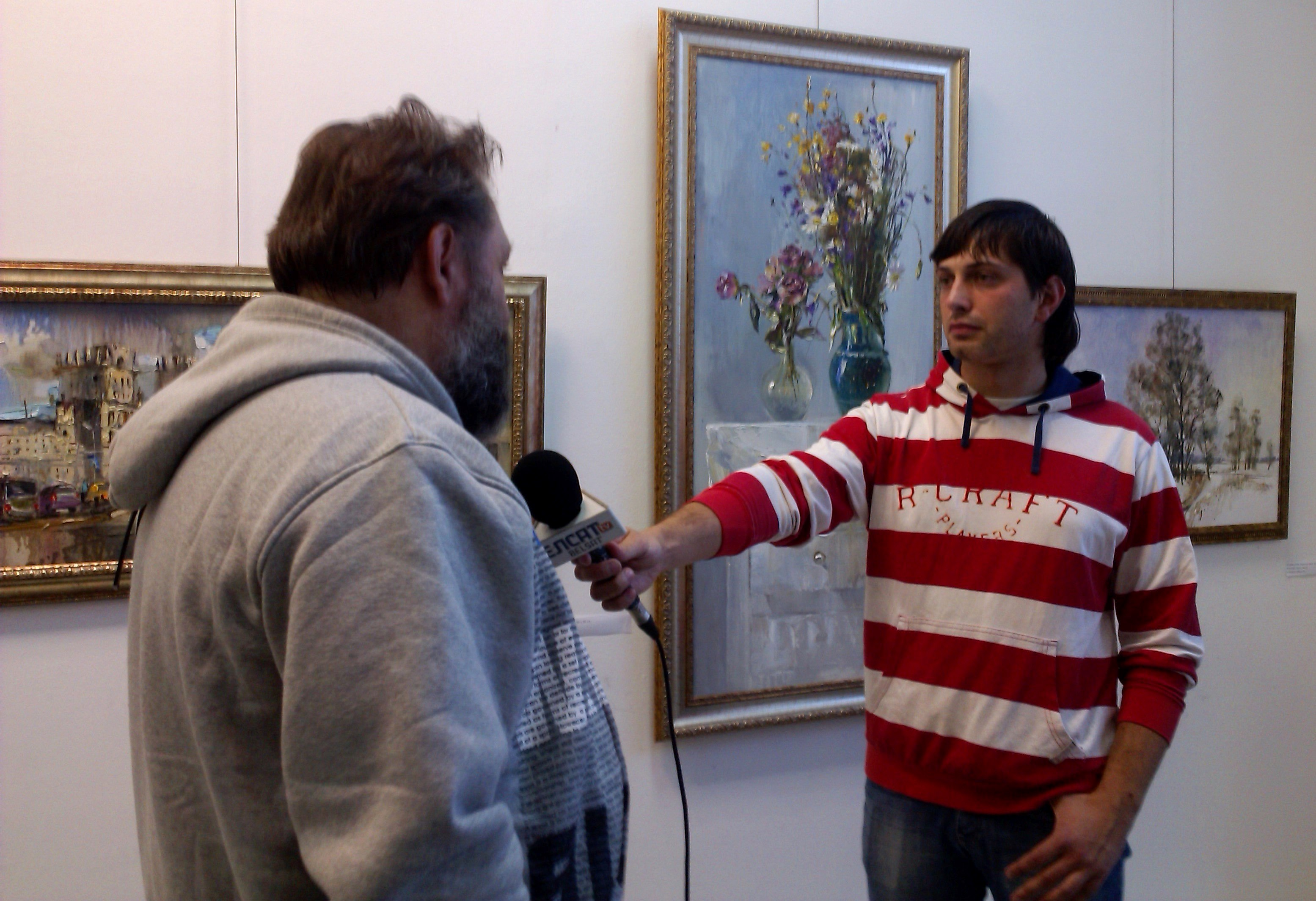
Михайло Тумеля. Інтерв'ю каналу Белсат. 24 вересня 2013 року.

- 2007 «Повість минулих літ»
- 2008 «Белоруські приказки»
- 2010 «Витинанка-вирізанка»
- 2011 «Белоруські приказки»

## Нагороди
- «Витинанки-вирізанки» — приз за найкращу режисуру на Відкритому російському фестивалі анімаційного кіно, Суздаль 2011.[1]